# Phytomyza aristata
Phytomyza aristata är en tvåvingeart som beskrevs av Friedrich Georg Hendel 1934. Phytomyza aristata ingår i släktet Phytomyza och familjen minerarflugor.
Artens utbredningsområde är Italien. Inga underarter finns listade i Catalogue of Life.